# فالستون (کارولینای شمالی)
فالستون (به انگلیسی: Fallston) شهری در ایالت کارولینای شمالی کشور ایالات متحده آمریکا است که جمعیت آن در سرشماری سال ۲۰۱۰ میلادی، ۶۰۷ نفر بوده‌است.